# Echinapoderus horridulus
Echinapoderus horridulus es una especie de coleóptero de la familia Attelabidae.

## Distribución geográfica
Habita en Camerún, Ghana, Guinea, Nigeria,  Ruanda, Uganda y República Democrática del Congo.